# Llanura costera de Swan
La llanura costera de Swan en Australia Occidental es la característica geográfica que contiene el río Swan en su viaje hacia el oeste hasta el océano Índico. La llanura costera continúa mucho más allá de los límites del río Swan y sus afluentes, como una zona geológica y biológica, una de las regiones biogeográficas de Australia Occidental. También es una de las provincias fisiográficas del escudo de Australia Occidental.

## Ubicación y descripción
La planicie costera es una franja de 30 km de largo en la costa del océano Índico directamente al oeste de las tierras altas de Darling que van desde cabo Naturaliste en el sur, al norte de la ciudad de Perth. La llanura se compone principalmente de suelo arenoso bastante infértil junto con dunas costeras, estuarios de ríos y una serie de humedales alejados del mar por las dunas. Varios ríos cruzan la llanura de este a oeste desde Darling hacia el mar, incluido el Swan y su principal afluente, el Canning.
Los sedimentos de la cuenca de Perth son de edad terciaria y cuaternaria inmediatamente debajo de Perth e incluyen coquina, travertino y calizas arenosas con abundante material de conchas. Perth está situada sobre un conjunto de dunas de arena formadas durante el Plioceno-Pleistoceno durante la última edad de hielo. Mar adentro, el sistema de dunas de arena y los depósitos superficiales se transforman en un sistema de calizas parcialmente erosionadas y calizas arenosas. Estos forman una serie de cuestas ahogadas que hoy forman arrecifes sumergidos.

## Geología
La llanura costera de Swan se caracteriza por una serie de sistemas de dunas de arena: las dunas de Quindalup, las dunas de Spearwood y las dunas de Bassendean, que se extienden de oeste a este (en edad creciente) desde la costa hasta las fallas principales que forman el límite este del llano. La llanura está limitada al este por la falla de Darling, al norte por una falla subsidiaria que corre al noroeste de Bullsbrook, y al sur por el escarpe de Collie-Naturaliste.  La llanura de Pinjarra se encuentra entre las dunas de Bassendean y los escarpes orientales. Los primeros trabajos sobre los tres sistemas de dunas consideraron que se formaron en diferentes momentos por la deposición de arenas transportadas por el viento (eólicos y/o por procesos fluviales (fluviátiles). Más recientemente, autores posteriores han argumentado que estas llanuras de arena son en su mayoría producto de la meteorización in situ.
El material carbonatado de los tres sistemas de dunas se ha lixiviado por completo, dejando dunas que consisten únicamente en arena de cuarzo. Dentro de las dunas de Spearwood, la arena amarilla o gris puede tener varios metros de espesor.

## Ecología
La llanura costera de Swan es una provincia botánica específica.

### Flora
La llanura costera de Swan es un centro particularmente importante para ciertos tipos de plantas, incluida Banksia, pero también orquídeas Caladenia y arbustos Leucopogon ; de hecho, algunos géneros, como la serie Dryandra de Banksia y las flores Synaphea, no se encuentran en ningún otro lugar del mundo. 

### Fauna
Las llanuras costeras son el hogar de una serie de marsupiales, desde el gran canguro gris occidental hasta la zarigüeya pigmea del sudoeste muy pequeña y la zarigüeya de miel parecida a un ratón. Las poblaciones remanentes de algunos marsupiales se encuentran en islas cercanas a la costa, incluidos el ualabí de Tammar y el quokka, este último particularmente en la isla de Rottnest. El eslizón de las llanuras costeras, descubierto en 2012, es endémico de las dunas de arena de la zona y está amenazado por el desarrollo residencial. 
Las aves en la llanura costera de Swan generalmente hacen movimientos estacionales.